# Washington Poyet
Washington Poyet, vollständiger Name Washington Augusto Poyet Carreras, (* 12. Januar 1939 in Montevideo; † 16. Juni 2007 ebenda) war ein uruguayischer Basketballspieler.

## Karriere

### Verein
Der je nach Quellenlage 1,88 Meter oder 1,89 Meter bzw. nach eigener Aussage 1,92 Meter große Poyet, Vater des ehemaligen Fußballnationalspielers und heutigen Trainers Gustavo Poyet, wuchs im montevideanischen Viertel Parque de los Aliados (im heutigen Parque Batlle) auf. Er bevorzugte eigenen Angaben zufolge eigentlich immer den Fußballsport, wurde aber später zu einem der bedeutendsten Basketballspieler Uruguays. In jungen Jahren spielte er in der Nachwuchsmannschaft des uruguayischen Profifußballklubs Danubio. Poyet war im Basketball auf Vereinsebene bei Tabaré und dem Club Atlético Peñarol aktiv. Mit Tabaré wurde der mit der Rückennummer 7 spielende, „Indio“ genannte Poyet in den Jahren 1960, 1961, 1962, 1964 und 1968 jeweils Uruguayischer Meister. Seinen persönlich sechsten Meistertitel gewann er mit den Aurinegros.

### Nationalmannschaft
Für die nationalen Auswahlteams Uruguays wurde Poyet ebenfalls nominiert und debütierte bei der Basketball-Südamerikameisterschaft 1958, bei der sich Uruguay den Vizemeistertitel sicherte. Sein erstes Spiel für Uruguay absolvierte er gegen Kolumbien, als er zehn Minuten vor Schluss von Trainer López für den bereits wegen dreier Fouls verwarnten Ramiro Cortés das Spielfeld betrat. In der verbleibenden Spielzeit gelangen ihm acht persönliche Punkte. Er war Teil der Nationalmannschaft, die bei der Basketball-Weltmeisterschaft 1959 im Endklassement den neunten Platz erreichte. Es folgte ein vierter Platz mit Poyet im Aufgebot der Celeste bei der Basketball-Südamerikameisterschaft 1960 in Córdoba. Er nahm mit Uruguay sowohl an den Olympischen Spielen 1960 als auch – in der Rolle des Mannschaftskapitäns – an den Olympischen Spielen 1964 teil. Bei den Spielen in Rom und unter Trainer Raúl Ballefín in Tokio belegte er mit seinem Heimatland jeweils den achten Rang. 1963 gehörte er dem uruguayischen Aufgebot bei den Panamerikanischen Spielen an. Im selben Jahr war er bei den in Peru ausgetragenen Südamerikameisterschaften mit 102 Punkten erfolgreichster Korbschütze des Turniers. Uruguay belegte den dritten Platz im Wettbewerb. Bei der Basketball-Weltmeisterschaft 1967 im heimischen Montevideo klassierte er mit der Celeste auf dem siebten Platz. 1968 schließlich folgte eine weitere Südamerikameisterschaft mit seiner Beteiligung. Im Folgejahr gewann er mit dem von Jorge Bassaizteguy trainierten Nationalteam den Titel bei diesem im Heimatland Poyets ausgetragenen Kontinentalwettbewerb. Poyet wurde auf dem Cementerio Parque de los Recuerdos beigesetzt.